# Hans-Jürgen Bolle
Hans-Jürgen Bolle (* 29. Januar 1929 in Hamburg; † 13. März 2013 in München)  war ein deutscher Meteorologe und Geophysiker.

## Leben
Bolle studierte Physik an der Universität Hamburg und wurde 1958 bei Rudolf Schulze promoviert mit einer Dissertation, die die Infrarotstrahlung der Atmosphäre mit Schwarzkörperstrahlung verglich. Danach war er bei Fritz Möller an der Universität Mainz und folgte ihm auch an das Meteorologische Institut der Universität München, an der er 1970 bis 1977 die neu gegründete Strahlungsgruppe (Abteilung Atmosphärische Strahlung und Satellitenmeteorologie) leitete. Dort wurden Messinstrumente für Ballons und Satelliten (MIPAS-Konzept für den europäischen Envisat-Satelliten) konstruiert. Einer seiner Forschungsschwerpunkte war der Strahlungshaushalt der Atmosphäre.
Ab 1977 bis 1986 lehrte er an der Universität Innsbruck. In diese Zeit fiel auch die Gründung einer Arbeitsgruppe für Fernerkundung. Einer seiner berühmtesten Studenten in Innsbruck war Josef Aschbacher, ESA-Generaldirektor. Ab 1986 bis zu seiner Emeritierung war Hans-Jürgen Bolle an der FU Berlin und leitete u. a. die satellitenmeteorologische Arbeitsgruppe mit dem Forschungsschwerpunkt Globale Umweltveränderungen.
1971 wurde er in die Internationale Strahlungskommission (International Radiation Commission, IRC) der IAMAS (International Association of Meteorology and Atmospheric Sciences) gewählt, deren Präsident er 1979 bis 1983 war. 1983 bis 1987 war er Präsident der IAMAS. Bolle hatte auch wichtige Posten beim World Climate Research Programme (WRCP), dem
International Geosphere-Biosphere Programme (IGBP) und der ICSU-Committee on Space
Research (COSPAR).

## Auszeichnung (Auswahl)
1995 erhielt er die Alfred-Wegener-Medaille, in Würdigung seiner bahnbrechenden Beiträge zur Entwicklung der modernen Meteorologie. Diese umfassen hervorragende Arbeiten auf dem Gebiet der experimentellen Infrarotspektroskopie und deren Ausdeutung sowie Untersuchungen zum Einfluss der Vegetation auf das Klima und die Fernerkundung (Laudatio). Außerdem wurde seine organisatorische Arbeit damit gewürdigt.